# Liste der spanischen Abgeordneten zum EU-Parlament (1999–2004)
Die Liste der spanischen Abgeordneten zum EU-Parlament (1999–2004) listet alle spanischen Mitglieder des 5. Europäischen Parlamentes nach der Europawahl in Spanien 1999 auf.

## Mandatsstärke der Parteien
| Liste                                                       | Parteien                                                         | Mandate | Fraktion                                                                    |
| ----------------------------------------------------------- | ---------------------------------------------------------------- | ------- | --------------------------------------------------------------------------- |
| Partido Popular (PP)                                        | Partido Popular (PP)                                             | 26      | Fraktion der Europäischen Volkspartei und Europäischer Demokraten (EVP-ED)  |
| Partido Popular (PP)                                        | Unión del Pueblo Navarro (UPN)                                   | 1       | Fraktion der Europäischen Volkspartei und Europäischer Demokraten (EVP-ED)  |
| PSOE – Progresistas                                         | Partido Socialista Obrero Español (PSOE) 1                       | 19      | Fraktion der Sozialdemokratischen Partei Europas (SPE)                      |
| PSOE – Progresistas                                         | Partit dels Socialistes de Catalunya (PSC)                       | 03      | Fraktion der Sozialdemokratischen Partei Europas (SPE)                      |
| PSOE – Progresistas                                         | Partido Democrático de la Nueva Izquierda (PDNI)                 | 02      | Fraktion der Sozialdemokratischen Partei Europas (SPE)                      |
| Izquierda Unida – 000Esquerra Unida i Alternativa (IU-EUiA) | Partido Comunista de España (PCE)                                | 03      | Vereinte Europäische Linke/Nordische Grüne Linke (GUE/NGL)                  |
| Izquierda Unida – 000Esquerra Unida i Alternativa (IU-EUiA) | Partido de Acción Socialista (PASOC)                             | 01      | Vereinte Europäische Linke/Nordische Grüne Linke (GUE/NGL)                  |
| Convergència i Unió (CiU)                                   | Convergència Democràtica de Catalunya (CDC)                      | 02 2    | Fraktion der Europäischen Liberalen, Demokratischen und Reformpartei (ELDR) |
| Convergència i Unió (CiU)                                   | Unió Democràtica de Catalunya (UDC)                              | 01      | Fraktion der Europäischen Volkspartei und Europäischer Demokraten (EVP-ED)  |
| Coalición Europea (CE)                                      | Coalición Canaria (CC)                                           | 01 3    | Fraktion der Europäischen Liberalen, Demokratischen und Reformpartei (ELDR) |
| Coalición Europea (CE)                                      | Unió Valenciana (UV)                                             | 01 3    | Fraktion der Europäischen Liberalen, Demokratischen und Reformpartei (ELDR) |
| Coalición Europea (CE)                                      | Partido Andalucista (PA)                                         | 01 4    | Die Grünen/Europäische Freie Allianz (G/EFA)                                |
| Coalición Europea (CE)                                      | Partido Aragonés (PAR)                                           | 01 4    | Die Grünen/Europäische Freie Allianz (G/EFA)                                |
| Coalición Nacionalista - 000Europa de los Pueblos           | Eusko Alderdi Jeltzalea– 000Partido Nacionalista Vasco (EAJ–PNV) | 01      | Die Grünen/Europäische Freie Allianz (G/EFA)                                |
| Coalición Nacionalista - 000Europa de los Pueblos           | Eusko Alkartasuna (EA)                                           | 01 5    | Die Grünen/Europäische Freie Allianz (G/EFA)                                |
| Coalición Nacionalista - 000Europa de los Pueblos           | Esquerra Republicana de Catalunya (ERC)                          | 01 5    | Die Grünen/Europäische Freie Allianz (G/EFA)                                |
|                                                             | Bloque Nacionalista Galego (BNG)                                 | 01      | Die Grünen/Europäische Freie Allianz (G/EFA)                                |
|                                                             | Euskal Herritarrok (EH)                                          | 01      | Fraktionslose Abgeordnete (NI)                                              |
| SUMME                                                       | SUMME                                                            | 64      |                                                                             |

## Abgeordnete
| Bild | Name                                  | geb. | Partei   | Fraktion | Kommentar                                                                         |
| ---- | ------------------------------------- | ---- | -------- | -------- | --------------------------------------------------------------------------------- |
|      | Alejandro Agag Longo                  | 1970 | PP       | EVP-ED   | Abgeordneter bis zum 11. April 2002                                               |
|      | Luis Marco Aguiriano Nalda            | 1963 | PSOE     | SPE      | nachgerückt am 19. April 2004                                                     |
|      | Pedro Aparicio Sánchez                | 1942 | PSOE     | SPE      |                                                                                   |
|      | María Antonia Avilés Perea            |      | PP       | EVP-ED   |                                                                                   |
|      | María del Pilar Ayuso González        | 1942 | PP       | EVP-ED   |                                                                                   |
|      | Enrique Barón Crespo                  | 1944 | PSOE     | SPE      |                                                                                   |
|      | Carlos Bautista Ojeda                 | 1959 | PA       | G/EFA    | Abgeordneter bis zum 6. Juli 2003, Nachrücker: Juan Manuel Ferrández Lezaun (PAR) |
|      | Juan José Bayona de Perogordo         | 1945 | PP       | EVP-ED   | nachgerückt am 24. April 2002                                                     |
|      | Luis Berenguer Fuster                 | 1946 | PSOE     | SPE      |                                                                                   |
|      | María Luisa Bergaz Conesa             | 1947 | IU-EUiA  | GUE/NGL  | nachgerückt am 24. Juli 2003                                                      |
|      | Felipe Camisón Asensio                | 1929 | PP       | EVP-ED   | nachgerückt am 1. März 2000                                                       |
|      | Carlos Carnero González               | 1961 | PDNIPSOE | SPE      | Parteiwechsel am 13. September 2001                                               |
|      | Alejandro Cercas Alonso               | 1949 | PSOE     | SPE      |                                                                                   |
|      | Carmen Cerdeira Morterero             | 1958 | PSOE     | SPE      |                                                                                   |
|      | Joan Colom i Naval                    | 1945 | PSC      | SPE      | Abgeordneter bis zum 25. Februar 2004                                             |
|      | Rosa Díez González                    | 1952 | PSOE     | SPE      |                                                                                   |
|      | Bárbara Dührkop Dührkop               | 1945 | PSOE     | SPE      |                                                                                   |
|      | Pere Esteve                           | 1942 | CDC      | ELDR     | Abgeordneter bis zum 16. Oktober 2002                                             |
|      | Juan Manuel Fabra Vallés              | 1950 | PP       | EVP-ED   | Abgeordneter bis zum 29. Februar 2000                                             |
|      | Fernando Fernández Martín             | 1943 | PP       | EVP-ED   |                                                                                   |
|      | Juan Manuel Ferrández Lezaun          | 1960 | PAR      | G/EFA    | nachgerückt am 10. Juli 2003 für Carlos Bautista Ojeda (PA)                       |
|      | Concepció Ferrer                      | 1938 | UDC      | EVP-ED   |                                                                                   |
|      | Carmen Fraga Estévez                  | 1948 | PP       | EVP-ED   | Abgeordnete bis zum 11. Januar 2002                                               |
|      | Gerardo Galeote Quecedo               | 1957 | PP       | EVP-ED   |                                                                                   |
|      | José Manuel García-Margallo Marfil    | 1944 | PP       | EVP-ED   |                                                                                   |
|      | Cristina García-Orcoyen Tormo         | 1948 | PP       | EVP-ED   |                                                                                   |
|      | Salvador Garriga Polledo              | 1957 | PP       | EVP-ED   |                                                                                   |
|      | Carles-Alfred Gasòliba i Böhm         | 1945 | CDC      | ELDR     | Abgeordneter bis zum 1. April 2004, Nachrücker: Enric Morera Català (Bloc)        |
|      | José María Gil-Robles                 | 1935 | PP       | EVP-ED   |                                                                                   |
|      | Laura Gonzáles Álvarez                | 1941 | IU-EUiA  | GUE/NGL  | Abgeordnete bis zum 7. Juli 2003                                                  |
|      | Koldo Gorostiaga Atxalandabaso        | 1940 | EH       | NI       |                                                                                   |
|      | Cristina Gutiérrez-Cortines Corral    | 1939 | PP       | EVP-ED   |                                                                                   |
|      | Jorge Salvador Hernández Mollar       | 1945 | PP       | EVP-ED   |                                                                                   |
|      | María Esther Herranz García           | 1969 | PP       | EVP-ED   | nachgerückt am 21. Januar 2002                                                    |
|      | Juan de Dios Izquierdo Collado        | 1947 | PSOE     | SPE      |                                                                                   |
|      | María Izquierdo Rojo                  | 1946 | PSOE     | SPE      |                                                                                   |
|      | Salvador Jové Peres                   | 1942 | IU-EUiA  | GUE/NGL  |                                                                                   |
|      | Gorka Knörr Borrás                    | 1950 | EA       | G/EFA    | Abgeordneter bis zum 7. Juni 2001, Nachrücker: Miquel Mayol i Raynal (ERC)        |
|      | Pedro Marset Campos                   | 1941 | IU-EUiA  | GUE/NGL  |                                                                                   |
|      | Miguel Ángel Martínez Martínez        | 1940 | PSOE     | SPE      |                                                                                   |
|      | Miquel Mayol i Raynal                 | 1941 | ERC      | G/EFA    | nachgerückt am 8. Juni 2001 für Gorka Knörr Borrás (EA)                           |
|      | Manuel Medina Ortega                  | 1935 | PSOE     | SPE      |                                                                                   |
|      | Íñigo Méndez de Vigo Montojo          | 1956 | PP       | EVP-ED   |                                                                                   |
|      | José Mendiluce Pereiro                | 1951 | PSOE     | SPE      |                                                                                   |
|      | Emilio Menéndez del Valle             | 1945 | PSOE     | SPE      |                                                                                   |
|      | Rosa Miguélez Ramos                   | 1953 | PSOE     | SPE      |                                                                                   |
|      | Ana Miranda de Lage                   | 1946 | PSOE     | SPE      | nachgerückt am 20. Juni 2003                                                      |
|      | Enrique Monsonís Domingo              | 1931 | UV       | ELDR     | am 26. März 2003 nachgerückt für Isidoro Sánchez García (CC)                      |
|      | Enric Morera Català                   | 1964 | Bloc     | G/EFA    | nachgerückt am 2. April 2004 für Carles-Alfred Gasòliba i Böhm (CDC)              |
|      | Juan Andrés Naranjo Escobar           | 1952 | PP       | EVP-ED   | am 20. September 1999 nachgerückt                                                 |
|      | Camilo Nogueira Román                 | 1936 | BNG      | G/EFA    |                                                                                   |
|      | Raimon Obiols i Germà                 | 1940 | PSC      | SPE      |                                                                                   |
|      | Juan Ojeda Sanz                       | 1948 | PP       | EVP-ED   |                                                                                   |
|      | Marcelino Oreja Arburúa               | 1969 | PP       | EVP-ED   | am 23. Juli 2002 nachgerückt                                                      |
|      | Maria del Carmen Ortiz Rivas          | 1957 | PSC      | SPE      | am 8. März 2004 nachgerückt, Abgeordnete bis zum 31. März 2004                    |
|      | Josu Ortuondo Larrea                  | 1948 | EAJ–PNV  | ELDR     |                                                                                   |
|      | Ana de Palacio                        | 1948 | PP       | EVP-ED   | Abgeordnete bis zum 9. Juli 2002                                                  |
|      | Loyola de Palacio                     | 1950 | PP       | EVP-ED   | Abgeordnete bis zum 15. September 1999                                            |
|      | Manuel Pérez Álvarez                  | 1946 | PP       | EVP-ED   |                                                                                   |
|      | Fernando Pérez Royo                   | 1943 | PSOE     | SPE      |                                                                                   |
|      | José Javier Pomés Ruiz                | 1952 | UPN      | EVP-ED   |                                                                                   |
|      | Alonso José Puerta                    | 1944 | IU-EUiA  | GUE/NGL  |                                                                                   |
|      | Encarnación Redondo Jíménez           | 1944 | PP       | EVP-ED   |                                                                                   |
|      | Mónica Ridruejo                       | 1963 | PP       | EVP-ED   |                                                                                   |
|      | Carlos Ripoll y Martínez de Bedoya    | 1958 | PP       | EVP-ED   | Abgeordneter bis zum 1. April 2004                                                |
|      | María Soraya Rodríguez Ramos          |      | PSOE     | SPE      | Abgeordnete bis zum 31. März 2004                                                 |
|      | José Ignacio Salafranca Sánchez-Neyra | 1955 | PP       | EVP-ED   |                                                                                   |
|      | Isidoro Sánchez García                | 1942 | CC       | ELDR     | Abgeordneter bis zum 19. März 2003, Nachrücker: Enrique Monsonís Domingo (UV)     |
|      | Francisca Sauquillo Pérez del Arco    | 1943 | PSOE     | SPE      |                                                                                   |
|      | Cristina Soriano Gil                  | 1949 | PSOE     | SPE      | nachgerückt am 2. April 2004                                                      |
|      | María Sornosa Martínez                | 1949 | PSOE     | SPE      |                                                                                   |
|      | Anna Terrón i Cusí                    | 1962 | PSC      | SPE      |                                                                                   |
|      | Jaime Valdivielso de Cué              | 1940 | PP       | EVP-ED   |                                                                                   |
|      | Elena Valenciano                      | 1960 | PSOE     | SPE      |                                                                                   |
|      | Joan Vallvé                           | 1940 | CDC      | ELDR     | nachgerückt am 25. Oktober 2002                                                   |
|      | Daniel Varela Suanzes-Carpegna        | 1951 | PP       | EVP-ED   |                                                                                   |
|      | Alejo Vidal-Quadras Roca              | 1945 | PP       | EVP-ED   |                                                                                   |
|      | José Vila Abelló                      | 1938 | PP       | EVP-ED   | nachgerückt am 2. April 2004                                                      |
|      | Carlos Westendorp y Cabeza            | 1937 | PSOE     | SPE      | Abgeordneter bis zum 17. Juni 2003                                                |
|      | Theresa Zabell                        | 1965 | PP       | EVP-ED   |                                                                                   |